# Nu comme un ver
Pour plus de détails, voir Fiche technique et Distribution.
Nu comme un ver est un film français réalisé par Léon Mathot, sorti en 1933.

## Synopsis
Gustave, ayant réussi dans les affaires, fait le pari de retrouver sa fortune en repartant de rien.

## Fiche technique
- Titre : Nu comme un ver
- Réalisation : Léon Mathot
- Scénario : Jean Boyer
- Photographie : René Gaveau
- Musique : Maurice Yvain
- Société de production : G.F.F.A.
- Pays d'origine :  France
- Format : Noir et blanc - 35 mm - 1,37:1
- Genre : Comédie
- Durée : 104 minutes
- Date de sortie : 
  - France : 5 mai 1933
- Affiche : Claire Finel (France)

## Distribution
- Georges Milton : Gustave
- Ginette Gaubert : la baronne
- Lucien Callamand : Dubois
- André Nox : le directeur
- Simone Lancret : une femme du monde
- Léon Courtois : le brigadier
- Max Dunand : le gendarme
- Louis Baron fils : le docteur
- Teddy Dargy
- Pierre Finaly